# Eucereon lutulentum
Eucereon lutulentum là một loài bướm đêm thuộc phân họ Arctiinae, họ Erebidae.